# NL.Best
nL.Best(nL 베스트)는 대한민국의 스페셜포스 클랜이자, SF 프로리그의 프로게임팀이다.

## 수상 기록
아직 수상기록이 존재하지 않음.